# Nathanael Georg Wilhelm Baum
Nathanael Georg Wilhelm Baum (2 sierpnia 1835 w Gdańsku, 21 lipca 1885 w Sopocie) – gdański kupiec, austriacki urzędnik konsularny.
Syn Georga Bauma, kupca. Współwłaściciel spółki handlowej Gebrüder Baum (1859-), właściciel firmy handlu zbożem T. Bischoff & Co., dyrektor Danziger Maschinenbau A.G. (1874). Był gdańskim radnym (1869–1883), następnie członkiem władz Miasta Gdańska (1884-1885). Jednocześnie piastował godność konsula Austrii w Gdańsku (1883-1885). Pochowany na cmentarzu Zbawiciela w Gdańsku.